# Filips van Vendôme
Filips van Vendôme (Parijs, 23 augustus 1655 - aldaar, 24 januari 1727) was gedurende enige tijd hertog van Vendôme. Hij was ook grootprior van Frankrijk in de Orde van Malta.

## Biografie
Filips was de tweede zoon van Lodewijk II van Vendôme en Laura Mancini. Op 14-jarige leeftijd werd hij opgenomen in de Orde van Malta en vocht hij mee tijdens het Beleg van Candia op Kreta. Later was hij als militair actief bij Fleurus, Steenkerke en Marsaglia. Ondertussen werd hij door de Orde benoemd tot grootprior van Frankrijk. Enige periode was hij als commandant actief in Italië tijdens de Spaanse Successieoorlog, maar hij bleek al snel niet opgewassen tegen Eugenius van Savoye, maar hij werd door zijn broer Lodewijk Jozef van Vendôme gered bij de Slag bij Cassano. Hierna ging hij onder zijn broers commando vechten. In 1712 stierf zijn broer en erfde hij zijn titels, maar als grootprior van de Orde van Malta had hij niet de legitimiteit om over de gebieden te heersen. Hij was alleen in titel hertog.